# Alphaville: The Singles Collection
Alphaville: The Singles Collection – album kompilacyjny niemieckiego zespołu Alphaville wydany w 1988 roku przez Atlantic Records. Składanka zawiera remiksy singli z albumów Forever Young i Afternoons in Utopia.

## Lista utworów[1]
| Nr | Tytuł utworu                            | Długość |
| -- | --------------------------------------- | ------- |
| 1. | „ Forever Young (Special Extended Mix)” | 6:10    |
| 2. | „Red Rose (Single Version ’88)”         | 4:27    |
| 3. | „Big In Japan (Single Version ’88)”     | 3:52    |
| 4. | „Dance With Me (Long Version)”          | 8:16    |
| 5. | „Forever Young (Album Version)”         | 3:46    |
| 6. | „Red Rose (12" Mix)”                    | 7:54    |
| 7. | „Big In Japan (Remix ’88)”              | 7:00    |
| 8. | „Dance With Me (Album Version)”         | 3:57    |
|    |                                         | 45:22   |